# Ernst Heinrich Friedrich Carl von Eickstedt
Ernst Heinrich Friedrich Carl von Eickstedt (* 30. Januar 1786 in Stettin; † 13. Januar 1830 in Anklam) war ein preußischer Offizier und pommerscher Gutsbesitzer und Politiker.

## Leben
Ernst Heinrich Friedrich Carl von Eickstedt war ein Sohn des Regierungspräsidenten in Stettin, Georg Friedrich von Eickstedt (1743–1807) und der Ernestine Helene Ulrike von Enckevort (1768–1798). Er schlug zunächst eine militärische Laufbahn ein und wurde 1801 Fähnrich beim Dragoner-Regiment Nr. 5. Als Leutnant nahm er am Vierten Koalitionskrieg 1806/1807 teil. Sein Regiment kam unter anderem in der Schlacht bei Jena und Auerstedt, bei Dirschau, Preußisch Eylau und Friedland zum Einsatz. Bei Dirschau überfiel er erfolgreich mit seinem Trupp eine zahlenmäßig überlegene Einheit unter dem polnischen General Komirowski. Dafür wurde er mit dem Orden Pour le Mérite ausgezeichnet und erhielt 1809 den Lehnsbesitz von Priemen bei Anklam. 1810 nahm er seinen Abschied vom Militärdienst und wurde dabei zum Rittmeister befördert.
1812 wurde er beauftragt als preußischer Kommissar das französische Corps des Marschalls Louis-Nicolas Davout von Demmin aus durch Vor- und Hinterpommern zu führen.
1813 stellte er in Anklam eine Freiwilligeneinheit von 180 Mann zusammen, mit der er sich in Stargard einem neugegründeten Kavallerieregiment anschloss. Als Eskadronchef nahm er an den Befreiungskriegen teil, unter anderem an der Schlacht bei Großbeeren, der Schlacht bei Dennewitz und der Völkerschlacht bei Leipzig. Bei Dennewitz wurde er mit dem Eisernen Kreuz zweiter Klasse ausgezeichnet. Für die Einnahme eines französischen Forts erhielt er den russischen St.-Annen-Orden zweiter Klasse.
Als Major nahm er 1814 seinen Abschied und widmete sich der Bewirtschaftung seines Gutes. Als Kreisdeputierter vertrat er den Landrat des Kreises Anklam. Er wurde Mitglied des Provinziallandtags der Provinz Pommern. Er starb 1830 nach einem Schlaganfall in Anklam und wurde in Liepen beerdigt.

## Familie
Er war  mit Wilhelmine von der Marwitz (* 25. Oktober 1791; † 21. November 1818 in Priemen) verheiratet. Die beiden hatten vier Söhne:
- Ernst Heinrich Konstantin  (1812–1849) ⚭ 7. April 1841  Karoline von Quillfeldt
- Ernst Wilhelm Karl   (1813–1842)
- Ernst Wilhelm Balduin   (1815–1895) ⚭ 11. Mai 1849  Louise Henriette Auguste Christensen (* 1830)
- Arthur Leonhard Edmund (1817–1853)